# Dietenbach (Nußbach)
Der Dietenbach,  ist der gut einen halben Kilometer lange rechte Quellbach des Nußbaches im
rheinland-pfälzischen Donnersbergkreis auf dem Gebiet der Ortsgemeinde Reichsthal. Er wird oft auch als dessen Zufluss angesehen.

## Verlauf
Der Dietenbach entspringt im Naturraum Lichtenberg-Höhenrücken des Nordpfälzer Berglandes auf einer Höhe von 356 m ü. NHN in einem Wäldchen direkt nördlich eines kleinen Teiches am Südwesthang des Felsberges (442,3 m) östlich der zur Verbandsgemeinde Nordpfälzer Land gehörenden  Ortsgemeinde Reichsthal. 
Er  fließt zunächst, begleitet von dichtem Gehölz südlich der Brunnenstraße  gut 200 m in westlicher Richtung, verschwindet dann in den Untergrund und vereinigt sich kurz danach auf einer Höhe von 339 m mit dem Atzenbach genannten linken Quellbach des Nußbaches.